# Simon Lohet
Simon Lohet (* vor 1550 bei Maastricht; † vor 5. Juli 1611 in Stuttgart) war ein franko-flämischer Komponist und Organist der Renaissance.

## Leben und Wirken
Vater von Simon Lohet war ein gewisser Jean de Liège, deshalb ist es auch möglich, dass Lohet in Lüttich geboren wurde. Über die Jugendzeit und die Ausbildung des Komponisten sind keine Informationen vorhanden. Belege über seinen Lebenslauf gibt es erst, seitdem er am 14. September 1571 als Organist in die württembergische Hofkapelle in Stuttgart eingetreten ist. Weitere Organisten am Hof von Ludwig dem Frommen waren zu dieser Zeit der schon sehr alte Utz Steigleder († 1581) und Hans Franz Fries (bis 1572). Es war auch Lohets Aufgabe, die Instrumente der Hofkapelle zu verwalten. In den einschlägigen Dokumenten sind für die Jahre 1572, 1573 und 1576 Reisen des Komponisten in die damaligen südlichen Niederlande (Antwerpen) zur Beschaffung von Musikalien vermerkt, und 1581 kam es zu einer Reise nach Venedig zur Besorgung von Musikinstrumenten und Notenmaterial. Neben seinem Amt als Hoforganist wirkte Lohet als Lehrer eines größeren Schülerkreises. Zu diesem gehörte sein Sohn Ludwig Lohet (1577–1617), der später auch als Komponist wirkte, darüber hinaus der spätere Stuttgarter Stiftsorganist Wolfgang Ganß der Jüngere, Georg Stammler, der später Organist in Esslingen und Schwäbisch Gmünd wurde, und Adam Steigleder (1561–1633), der Vater von Johann Ulrich Steigleder. Zu seinen Schülern zählten auch Angehörige adeliger Familien in Württemberg. Simon Lohet wurde am 19. Dezember altersbedingt aus seinem Dienst entlassen und lebte noch nahezu zehn Jahre in Stuttgart, wo er dann am 5. Juli 1611 beigesetzt wurde.

## Bedeutung
Eine gewisse musikgeschichtliche Bedeutung haben die von Lohet selbst „Fugen“ genannten Instrumentalwerke für Orgel, die 1617 bei Johann Woltz erschienen sind. Dies sind relativ kurze, kanzonenartige Stücke, etwa 20 bis 35 Takte lang, denen meistens ein einziger Melodiezug zu Grunde liegt, der dann beantwortet wird und einer Durchführung unterworfen wird. Darüber hinaus gibt es bei ihm auch zweiteilige Fugenformen, in denen mehrere Möglichkeiten der Verarbeitung zur Anwendung kommen. Bei ganz wenigen Stücken dieser Art wird dem Fugenthema seine Umkehrung gleichzeitig hinzugefügt und verarbeitet. Von Lohet sind auch zwei Choralbearbeitungen überliefert, die stilistisch in der zeitgenössischen süddeutschen Tradition stehen.

## Werke
(alles Orgelkompositionen)
- Werke aus „Nova musices organicae tabulatura“ von Johann Woltz, Basel 1617
  - 20 Fugen
  - 1 Canzone
  - 2 Choralbearbeitungen
  - 2 intabulierte deutsche Motetten
- Sonstige Werke
  - 6 Fugen in Tabulatur